# Майкл Доусон (Загублені)
Майкл Доусон англ. Michael Dawson — вигаданий персонаж і один з головних героїв американського телесеріалу «Загублені», зіграний Гарольдом Перріно. Майкл — один із тих, що летіли в середній частині літака рейсу Oceanic 815. Він прибув до Австралії, щоб забрати свого сина Волта (Малкольм Девід Келлі), так як його колишня дружина і мати Волта Сьюзен (Тамара Тейлор) померла від раку. Виїхав з острова разом з сином у другому сезоні і повернувся на кораблі Kahana в четвертому. Загинув на кораблі, намагаючись знешкодити бомбу. Після смерті приходив до Херлі (Хорхе Гарсія), сказавши, що шкодує, що вбив Ліббі (Синтія Вотрос).

## До авіакатастрофи
У Майкла була дівчина Сьюзен, яка була вагітна від нього. Коли народилася дитина Сьюзен сказала Майклу, що їй запропонували хорошу роботу в іншому місті, спочатку Майкл не хотів відпускати Сьюзен і Волта, але потім погодився. Через деякий час Майкл з автомата подзвонив Сьюзен і почув чоловічий голос, вона йому розповіла, що у неї з'явився хлопець. Майкл кинув трубку, побіг через дорогу, і його збила машина. Поки Майкл лежав у лікарні, до нього прийшла Сьюзен і сказала, що це вона сплатила його лікування, скоро Сьюзен виходить заміж за Брайана, який збирається усиновити Волта і вони всією сім'єю виїжджають в Австралію. Майкл і Сьюзен знову сваряться через Волта, і Сью йде. Через вісім років Майклу дзвонить Брайан — чоловік Сьюзен, і розповідає, що вона померла від раку і він просить забрати Волта.
Майкл приїжджає до Брайана і знайомиться з Волтом, зустріч проходить не дуже добре, але Волт все ж їде з батьком. Щоб сподобатися синові, Майкл дозволяє йому взяти його пса — Вінсента («Особливий», 14-а серія 1-го сезону). В аеропорту Волт не слухався Майкла і грав у Gameboy. Майкл пішов до телефону і подзвонив своїй мамі, почав питати її, що йому робити з Волтом, коли він його не слухається, і почав пропонувати віддати їй дитину, але вона йому нічого не відповіла, і поклала трубку. Майкл обернувся, а там стоїть Волт і говорить, що потрібні батарейки для його гри. («Результат. Частина 2», 24-а серія 1-го сезону)

## На Острові
Опинившись разом з Волтом на Острові, Майкл зіткнувся з проблемою: відносини з сином ніяк не складалися. Після аварії літака пропав Вінсент — собака Волта, і він цілими днями її розшукував, постійно заглиблюючись в зарості — він вважав, що Вінсент бігає десь у лісі. Майкл, знаючи, що в джунглях водиться щось небезпечне, переживав за хлопчика і заборонив Волту залишати пляж. Але заборони лише віддаляли їх один від одного.
На другий день Майкл в черговий раз втратив сина і знайшов його в лісі. В руках у хлопчика були наручники — за його словами, він знайшов їх на землі. Повернувшись на пляж, Майкл повідомив про знахідку іншим. Соєр відразу запідозрив, що у них перевозили Саїда, і що саме він винуватець катастрофи. Зав'язалася бійка, і Майкл зміг розняти їх тільки за допомогою Джека.
Знайти спільну мову з хлопчиськом ніяк не вдавалося. Волт не бажав розмовляти, на всі питання відповідав односкладово. Майкл зовсім не розумів його, бо по суті вони були чужими людьми. Одного разу, намагаючись розговорити сина і бачачи, як той переживає за зникнення Вінсента, він сказав, що купить нову собаку, коли вони повернуться додому. Але сам того не бажаючи, ще більше засмутив хлопчика.
Незабаром Майкл став помічати, що він багато часу проводить з дивною людиною. До неспокою додалися ревнощі. Майкл намагався дізнатися у Волта, про що вони постійно розмовляють з цим чоловіком. Відповіді сина спантеличили ще більше: складалося враження, ніби вони говорять про щось таке, що Майклу знати не належить. Але коли Майкл скористався звичним засобом виховання — заборонив підходити до містера Локка — Волт відповів, що містер Локк — його друг. На зауваження батька, мовляв він теж його друг, Волт дорікнув: «Якщо б ти був моїм другом, ти б знайшов Вінсента» і додав, що йому по всій видимості взагалі плювати на собаку. Як тільки закінчився дощ Майкл лаючись і чортихаючись, вирушив у джунглі шукати собаку. Але зачувши грізне гарчання, кинувся бігти. Рано вранці його розбудив містер Локк, він тихенько сказав, що знайшов Вінсента і показав, де його прив'язав. Джон пояснив, що буде краще, якщо Майкл сам приведе собаку синові.
Ще в перший день Майкл звернув увагу на дівчину-кореянку. Вона разом зі своїм чоловіком трималася далеко від усіх, до того ж не говорила англійською, але все одно чомусь нестримно вабила. В той день, коли Майкл тікав з джунглів, трапився казус: він натрапив на оголену дівчину, і обидва відчули страшну незручність. На наступний день, вирушаючи на полювання разом з Локком, Майкл скористався можливістю «заговорити» з дівчиною і знаками пояснив, що просить доглянути за сином, хоча той і заперечував. З «полювання» Майкл повернувся пораненим героєм — кабан зачепив його іклом і пошкодив ногу. Як не дивно, ця подія трохи зблизила батька і сина. Після Волт опинився у пастці у білого ведмедя і Майкл з Локком зумів його врятувати. Ця подія заставила Волта поважати Майкла.
Одного разу Майкла побив Джин за те що той надів годинник батька Сун, але згодом вони помирилися. Потім у Майкла з'явилася ідея як вибратися з острова — побудувати пліт. У цьому йому допомагали Джин і Соєр. Перший пліт спалив Волт, потім він зізнався про це Майклу, той попередив його, що якщо він не хоче плисти вони не попливуть, але Волт вибачився перед батьком і сказав, що попливе з ними. Вони побудували другий пліт і попливли, перед цим Саїд дав їм сигнальну ракету, але сказав, щоб просто так не стріляли, бо одна ракета. Вночі вони помітили катер і пустили ракету, до них підпливли якісь старі люди і сказали, що заберуть Волта, Соєр почав тягнутися до пістолета, але бородатий вистрілив перший, і Соєр впав у воду, Джин стрибнув за ним, двоє залізли на пліт і Майкл почав з ними битися, але вони зіштовхнули його у воду, забрали Волта і підірвали пліт.
На наступний день Соєр і Майкл плавали на уламках плота (без Джина) в океані, Майкл ледь не втопився, але Соєр його врятував і пізніше сам витягнув кулю з свого передпліччя. Майкл і Соєр розуміють, що Волта викрали «Інакші». Вони допливають на уламках плота назад на Острів. Раптом з лісу вибігає Джин і кричить щось схоже на «Інакші». Потім з лісу виходить група людей зі зброєю. Ті люди зі зброєю садять Майкла, Соєра і Джина в яму. Соєр хоче застрелити негра який до них заглядає, але дівчина — Ана-Люсія, забирає у нього пістолет. Коли їх випустили, Майкл втік шукати Волта в джунглі. Його шукати пішли Містер Еко і Джин. Вони його знайшли і він до них повернувся. Потім, коли хвостовики приєдналися до фюзеляжників, Майкла зустрів Вінсент. Через кілька днів Майкл попросив Локка навчити його стріляти. Майкл навчився і навіть дуже добре. Одного разу коли Майкл вводив цифри у комп'ютер, на інший прийшло кілька повідомлень, коли Майклу було поставлено питання як його звуть, він назвав себе і на екрані з'явився напис: «Тато?». Виявилося, що Майкл листувався з Волтом, Майкл попросив його дати координати його знаходження, Волт їх написав і Майкл вирубивши Локка і замкнувши Джека пішов його шукати. Майкл не з'являвся протягом багатьох серій, але в одній він вийшов з джунглів дуже втомлений. Його принесли в табір Кейт і Джек. З його флешбека стає зрозуміло, що весь цей час він був у полоні Інакших, які уклали з ним угоду: він обманом призводить Джека, Кейт, Соєра і Херлі до них, а вони відпускають Волта і дають йому катер, щоб він відплив з Острова. Він виконує всі вимоги попутно вбиваючи Ану-Люсію і Ліббі, а Інакші виконують свою частину угоди. Майкл залишає Острів разом з Волтом.

## Після Острова
За словами Майкла, після відплиття він і Волт припливли до населеного острова. Він продав човен і вони сіли в вантажний пором, який прямує в США. Приїхавши додому, Майкл і Волт нікому не сказали, що вони з рейсу 815.
Одного разу Майкл розповів Волту, що коли звільнив його з полону, вбив Ану-Люсію і Ліббі і Волт відмовився спілкуватися з ним. Після Майкл намагається покінчити життя самогубством. Спочатку спеціально потрапляє в аварію, потім намагається застрелитися, але його зупиняє Том. Він пропонує Майклу спокутувати свою провину. Він наймається на судно Kahana, що пливе до Острова, намагаючись за наказом Бена влаштувати на судні саботаж. Майкл погоджується.

## На Кораблі
Майкл прибуває на судно Kahana, під ім'ям Кевін Джонсон, перед тим як зайти він мило поговорив з Наомі Дорріт і сильно здивувався словами Майлза Штрома, коли той сказав «Тебе звуть не Кевін. Але я нікому не розповім». Коли Майкл спробував підірвати корабель в перший раз, до нього з'явився привид Ліббі, який переслідував його досить часто, і з валізи з'явився напис «Ще рано». Також він зустрічає Саїда і Дезмонда, які прибули на корабель на вертольоті. Потім Кімі вбиває капітана Гольта і встановлює бомбу, яка залежить від биття його серця. На Острові Кімі гине від руки Бена, і бомба починає працювати. Майкл знаходиться безпосередньо в трюмі, поруч із бомбою, намагаючись її знешкодити або продовжити час до вибуху. Перед вибухом до нього приходить Крістіан Шепард і каже: «Ти можеш піти». Потім відбувається детонація, і Майкл гине.

## Після смерті
Після смерті Майкл з'явився до Херлі і говорить йому, що він повинен врятувати всіх, тому що тепер тільки він може їх захистити. Після Майкл знову приходить до нього, з їхньої розмови Херлі дізнається, що таємничі шепоти — це голоси померлих людей, які не можуть знайти спокій. Майкл говорить Херлі, що шкодує, що вбив Ліббі.

## Характеристика персонажа
Під час трансляції другого сезону Гарольд Перріно, виконувач роль Майкла, заявив, що «(Майкл) виявився кращим, ніж я від нього очікував. Ну або поки він таким є. Я намагаюся вибирати персонажів, які мені здаються складними і багатогранними, розумними, вдумливими і співчутливими. Я думаю, Майкл володіє всіма цими якостями. Здається, він буде терпіти безліч невдач». Він захищав поведінку Доусона у другому сезоні кажучи, що той рухався до більшого числа неприємностей, ніж він заслуговує. Синтія Літтлтон з журналу Variety описала його як «найбільш цікавого з пасажирів, що вижили 815-го. Його недоліки, муки, проблеми з читанням, легковажність, боротьба з вродженими здібності, його найлютішими ворогами — все це робить його абсолютно видатним хлопцем». Кріс Керабот з IGN назвав Майкла «природним» батьком. Адже він відомий постійними криками «Волт!», «Де мій син?» і «Ви бачили мого хлопчика?».

## Створення персонажа
Коли продюсери серіалу займалися підбором акторів на ролі у «Загублених», Гарольд Перріно знаходився в їх полі зору. Творці назвали запрошення його на проби «природним кроком». Хоча Гарольд спочатку ставився до ідеї серіалу скептично, він погодився на роль після того, як режисер Дж. Дж. Абрамс розповів йому більше про проект. Перріно в ролі привернуло те, що «Майкл — це хлопець, залучений у безліч конфліктів, і ми точно не знаємо чому». У першому сезоні Майкл повинен був стати частиною любовного трикутника з Сун (Кім Юнджин) і Джином (Деніел Де Кім), але творці відмовилися від цієї ідеї після позитивної реакції глядачів на відносини між Джином і Сун. До цієї сюжетної лінії повернулися в мобізоді «Зариті таємниці», де Майкл з Сун майже цілуються. За попереднім планом Майкл і Джин повинен були залишатися ворогами протягом всього першого сезону, але в підсумковому варіанті сценарію вони стають друзями. Перріно згодом називав процес зйомки першого сезону «одним з кращих років у своїй акторській кар'єрі».
Елізабет Сарнофф, один з сценаристів серіалу, описувала сюжетну лінію Майкла у другому сезоні як історію про те, «що робить батько, щоб врятувати свого сина»; вона зазначила, що «немає нічого гіршого, ніж те, що він робить». Спочатку центральним персонажем другої серії другого сезону повинен був бути Соєр (Джош Холлоуей), однак практично в останній момент сценарій був переписаний і головним героєм став Доусон. Для зйомок цієї серії Перріно брав уроки плавання. Перріно не знав, що його персонаж побував у полоні Інакших, поки за сюжетом Майкл не застрелив Ану-Люсію (Мішель Родрігес) і Ліббі (Синтія Вотрос). Актор описував зйомки епізоду серії «Дорога для двох», де відбувається це вбивство як «важкий день». Останньою сценою у знімальному процесі другого сезону була та, де Майкл разом з Волтом пливли з острова. Оскільки зйомка велася дальнім планом, йому потрібно було поплисти на катері далеко від пірсу, і до того часу, коли він повернувся на берег, усе обладнання вже було зібрано та упаковано. Він розповідав «Було таке відчуття, насправді. Як — ну ось і все». Перріно був попереджений, що його персонаж з часом знову з'явиться в серіалі, проте продюсери не розкривали деталей щодо того, коли це станеться. Він був першим актором, який залишив проект, про який було відомо, що він повернеться, і єдиним до Емілі де Ревін, яка відіграла Клер Літтлтон.
Спочатку планувалося, що Майкл знову з'явиться в останній серії третього сезону, але Перріно був зайнятий на зйомках пілотної серії «Демонів», тому повернення довелося відкласти. Він з'явився тільки в сьомій серії четвертого сезону — «Чі Ен». Про його повернення повинно було бути оголошено на Comic-Con International 2007 року в Сан-Дієго, принаймні Стівен МакФерсон з керівництва ABC повідомляв асоціації телевізійних критиків, що готуються «деякі гучні анонси» . Деякі журналісти вважали, що ці заяви будуть зроблені на прес-конференції, інші чекали їх на зустрічах з фанатами. Після того як багато репортерів питали, чого ж стосується суть цих заяв, продюсер серіалу Деймон Лінделоф зв'язався з МакФерсоном і дозволив йому розкрити таємницю повернення Гарольд Перріно. На конференції Comic-Con Лінделоф підтвердив, що Перріно повернеться як повноцінний актор, а не просто в якості персонажа флешбека. Інший продюсер, Карлтон Кьюз сказав, що «історія Майкла для нас є однією з найпривабливіших ліній серіалу, тому що цей герой… вдавався до крайніх заходів, щоб врятувати свого сина з Острова, і їм вдалося поплисти. Я думаю, всім було дуже цікаво, що ж потім сталося з ним, яка його доля… Ми відчуваємо, що історія Майкла стане однією з найбільш захоплюючих частин прийдешнього сезону».
Перріно був розчарований тим, що його герой повернувся тільки для того, щоб загинути, і що Майклу не предоставилось шансу возз'єднатися з Волтом. Він говорив: «це все відноситься до питання, як автори ставляться до чорного в серіалі… Волт перетворюється на ще одного сироту. Це перетворюється у величезний дивний стереотип, а оскільки я сам чорний, це було мені не так цікаво». Кьюз так відповідав на це: «Ми пишаємося, що у нас така расова розмаїтість персонажів. Боляче, коли сюжетна лінія якого-небудь актора закінчується. Гарольд — фантастичний артист, який багато привніс в „Загублені“». Пізніше Перріно говорив, що йому коштував більше подумати, перш ніж давати такий коментар, і хоча він дійсно відчував щось подібне, він ніколи не обговорював це з продюсерами. Гарольд сказав, що хоч він і був щасливий повернутися в серіал, але було б непогано заздалегідь знати про долю свого персонажа.

## Критика
Перша центральна серія Майкла, «Особливий», була схвально оцінена критиками. Кріс Кеработт з IGN назвав його флешбек «несамовитим поглядом на взаємини (або їх відсутність) між ним і його сином Волтом». Також Кеработт, описуючи те, як життя Доусона рушилося навколо нього, назвав гру Перріно блискучою. Кіртану Рамізетті з Entertainment Weekly назвала цю серію кращою з часу «Похід» за розвиток центрального персонажа. Вона писала, що одним з її улюблених епізодів за весь сезон був той, де «Майкл і Волт знаходяться поруч з буквами і малюнком засмаглого пінгвіна. Дуже зворушливе видовище, що ці двоє нарешті починають спілкуватися, як батько і син після всього, через що вони пройшли».
Перша центральна серія в другому сезоні за течією, була прийнята більш холодно. Мак Слокум, оглядач сайту Filmfodder.com зауважив, що «не все тут було цікаво». Джефф Дженсен з Entertainment Weekly назвав флешбеки «самими жалюгідними і незграбно вбудованими з тих, що нам довелося побачити», тому як він не дізнався з них нічого нового. Лінія поточних подій з Майклом на Острові теж зазнала критики з його боку, Дженсен висловив думку, що «актори і режисери не були до кінця впевнені, що їм робити з цими сценами». Три серії через Дженсен вирішив, що поведінка Майкла як «плаксивого татуся» стала більш стомлюючой. Вбивство Майклом Ани-Люсії і Ліббі в «Дорога для двох» Слокум назвав «найбільшим шоком в історії „Загублених“». C. K. Семпл з TV Squad писав, що незважаючи на те, що він чекав загибелі Ліббі і Ани-Люсії, особа котра вчинила вбивство викликала здивування в нього. Емі Аматанджело з сайту Zap2it описувала подвійне вбивство як «блискучий хід», тому що «один зі своїх став одним з Інакших». Вона додала, що це стало одним із самих приголомшливих моментів сезону. Перріно розповідав, що це викликало серйозне невдоволення фанатів. Дженсен похвалив гру Гарольда, сказавши, що «криваву зраду Майкла важко стерпіти, але Гарольд Перріно в цій ролі переконливий». Багато оглядачів жартували, як часто Майкл вигукував «Волт!», наприклад, Алан Сепінуолл з газети The Star-Ledger, Ерін Мартелл з TV Squad і Джошуа Річ з Entertainment Weekly. За цю роль Перріно опинився в числі переможців на 12-й церемонії премії Гільдії кіноакторів США в номінації «кращий акторський склад в драматичному серіалі».
Джошуа Річ з Entertainment Weekly мав змішані відчуття щодо перспектив повернення Майкла в четвертому сезони, адже хоча він і визнавав Перріно серед своїх улюблених акторів, їм зазначалося те, наскільки спокійніше стало у серіалі без постійних криків цього героя. Кріс Керабот, співробітник IGN, назвав повернення Майкла Доусона "найбільш погано збережених секретом в історії «Загублених», але тим не менш знаходив цю подію захоплюючою. Алан Сепінуолл відзначав «прекрасну роботу містера Перріно» в серії «Знайомтесь — Кевін Джонсон». Сепінуолл писав, що «напруга Майкла, з яким він намагається миритися з почуттям провини за фаустівську угоду заради порятунку Волта, стало ще одним хвилюючим прикладом того, як сценаристи намагаються в цьому сезоні виходити з емоційного впливу всього, що відбулася раніше». Синтія Літтлтон з Variety була «дійсно щаслива» знову побачити Майкла і з цього приводу писала: «Перріно на цей раз грає як треба — ніяких істерик або „жування декорацій“, тільки людина, що намагається зробити вірний вчинок, протягом майже всього часу». Бен Роусон-Джонс з інтернет-порталу Digital Spy зазначав, що «суїцидальний стан було відмінно передано, і в процесі виникало безліч приголомшливих і захоплюючих моментів». До показу фіналу четвертого сезону Джефф Дженсен поставив невдалі спроби самогубства Майкла на тринадцяте місце серед кращих моментів сезону, однак додавши, що ця сюжетна лінія не відповідала піднятого навколо неї ажіотажу. Оскар Даль, оглядач BuddyTV назвав смерть Майкла «кульмінацією досить тьмяною сюжетної арки».